# Самозванець

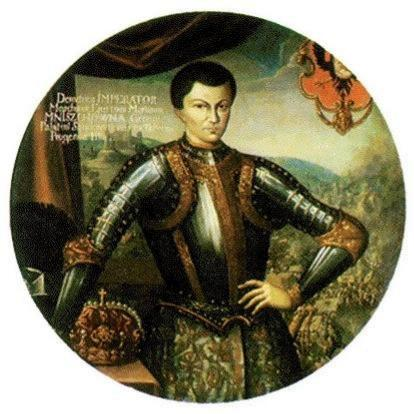
Лжедмитрій I — найуспішніший з російських самозванців,
портрет початку XVII ст.

Самозванець — людина, що видає себе за особу, якою вона не є, зазвичай з корисливою (шахрайство) або політичною метою.
Самозванці часто бувають претендентами на трон, але не слід плутати ці два терміни.

## Історія
Самозванці можуть видавати себе за реальну (живу або померлу) людину: так чотири Лжедмитрії видавали себе за загиблого царевича Дмитра Івановича, а Ламберт Сімнел в Англії XV століття — за графа Воріка, який перебував в ув'язненні племінника Едуарда IV. Нерідко бувають випадки, коли люди видають себе за особу, якої ніколи не існувало: зазвичай це діти або інші родичі будь-яких знаменитостей (літературний символ - «тридцять синів лейтенанта Шмідта» в «Золотому теляті» Ільфа і Петрова). Наприклад, Ілейко Муромець під час Смутного часу виступав в образі «Петра Федоровича», вигаданого сина царя Федора.
Особи, що стають об'єктом самозванства — це люди, що користуються впливом, популярністю та інтересом в той час і в тому суспільстві, коли діють самозванці. У минулому (з часів Стародавньої Персії і до XX століття) це були переважно царські особи та їхні родичі. Особливу політичну роль самозванство набуло в Росії: низка Лжедмитріїв у Смутний час і півтора з гаком століття по тому Омелян Пугачов, який видавав себе за  Петра III, домоглися значних успіхів і ввели країну в стан кризи; на ці видатні випадки припадають сотні менш відомих «селянських» і «козацьких» царів. У всі часи люди видавали себе за тих чи інших аристократів меншого рангу, впливових чиновників. 
У передромантичну і романтичну епоху (XVIII-XIX століття) чимало європейців-авантюристів видавали себе за представників тих чи інших екзотичних народностей: так француз, відомий в Англії під ім'ям Джордж Салманазар, оголосив себе уродженцем Формози і написав вигаданий етнографічний опис цього острова і навіть граматику формозької мови, а княжна Тараканова іноді рекомендувалася в Європі перською (або турецькою) принцесою. На початку XIX століття в Англії Мері Вілкокс видавала себе за азійську «принцесу Карабу» й так само, як і Салманазар, вигадала мову, писемність та звичаї цієї небувалої країни. 
У новітній час самозванці почали приймати вигляд відомих акторів театру і кіно, співаків, спортсменів. З розвитком фотографії і телебачення подібний обман ускладнюється. 

### Визначення
Від самозванства треба відрізняти випадки, коли людина обманом переконаний (наприклад, з дитинства) іншими людьми в своєму походженні, і сама в це щиро вірить. Деякі історики вважають, що Лжедмитрій I міг щиро вважати себе царевичем Дмитром; аналогічні твердження робилися і щодо Анни Андерсон, найвідомішої самозванки, яка видавала себе за велику княжну Анастасію Миколаївну.

## Відомі самозванці

### Самозванці давнини
- Лжебардія I (Гаумата) — видавав себе за вбитого сина Кіра Великого (Бардію), який захопив владу в Персії і правив країною протягом семи місяців.
- Нідінту-Бел — видавав себе за сина останнього вавилонського царя Набоніда і став царювати протягом трьох місяців під ім'ям Навуходоносора III.
- Мартія — видавав себе за царя Елама під ім'ям Хумпанікаша.
- Лжебардія II (Вах'яздат) — видавав себе за вбитого сина Кіра Великого.
- Фравартіш — оголосив себе нащадком мідійського царя Кіаксара і короткий час контролював Мідію під ім'ям царя Хшатріта.
- Араха — видавав себе за сина останнього вавилонського царя Набоніда і короткий час контролював Вавилон під ім'ям Навуходоносора IV.
- Атамайта — був проголошений еламітами царем Елама під ім'ям Аттахаміті-Іншушінак.
- Андріск — видавав себе за Філіпа, сина останнього царя Македонії Персея.
- Лже-Нерон, як мінімум три.
- Александр I Балас — претендент на трон Селевкідів.
- Ороферн Никифор — видавав себе за каппадокійського царевича (160-156 до н.е.).

### Лжемесії і Лжехристи
Були в історії люди, які видавали себе за довгоочікуваного в юдейському світі Машиаха, або за друге пришестя Ісуса Христа. 

### Самозванці Європи

#### Велика Британія
- Лже-Маргарет — нібито Маргарет I, королева Шотландії (померла в 7 років).
- Джек Кед — видавав себе за Джона Мортімера, побічного сина останнього графа Марчського.
- Перкін Ворбек — видавав себе за сина Едуарда IV.
- Ламберт Сімнел — видавав себе за графа Воріка, який перебував в ув'язненні племінника Едуарда IV.
- Джордж Салманазар — видавав себе за уродженця острова Формоза, нині — Тайвань.
- Принцеса Карабу — видавала себе за принцесу з далеких країн (XIX ст.).
- Лавінія Рівз — оголосила, що належить до королівського дому (XIX ст.).

#### Франція
- Псевдо Іоанни I.
- Жанна де Армуаз — видавала себе за Жанну д’Арк.
- Матюрен Брюно — видавав себе за дофіна Луї Бурбона (Людовика XVII), який помер у Тамплі у віці 10 років.
- Карл Вільгельм Наундорф — аналогічно.
- Жан-Марі Ерваго — аналогічно.
- Анрі Етельберт Луї Віктор Ебер — аналогічно.

#### Португалія
- Лже-Себаштіан I («Король Пенамакора») — справжнє ім'я невідоме. Видавав себе за короля Португалії Себаштіана I, який загинув під час Хрестового походу в Африку.
- Лже-Себаштіан II  — аналогічно. Справжнє ім'я Матеуш Алваріш.
- Лже-Себаштіан III — аналогічно. Справжнє ім'я Габріель де Еспінос.
- Лже-Себаштіан IV — аналогічно. Справжнє ім'я Марко Туліо Катіцоне.

#### Інше
- Сверрір Сігурдссон —  захопив престол Норвегії.
- Сігурд Слембе — претендент на трон Норвегії.
- Тіль Колуп — видавав себе за імператора Фрідріха II.
- Дальюнкер — невідомий, який видавав себе за сина шведського регента Стена Стуре. Історики не дійшли згоди щодо його справжньої особистості.

### Самозванці Візантії
- Лже-Костянтин (Фома) — видавав себе за імператора Костянтина VI.
- Лже-Михаїл — видавав себе за скинутого імператора Михаїла VII Дуку.
- Лже-Костянтин Діоген — видавав себе за старшого сина скинутого імператора Романа IV - Костянтина Діогена.[1]
- Лже-Лев Діоген — видавав себе за молодшого сина Романа IV - Лева Діогена.
- Лжецаревич Василь — син лже-Лева Діогена, який претендував на Візантійський престол у 1116-1119 рр.
- Лже-Олексії — як мінімум троє самозванців, які видавали себе за вбитого Олексія II Комніна.
- Лже-Іоанн — видавав себе за скинутого і осліпленого імператора Іоанна IV Ласкаріса.

### Самозванці Росії

#### Смутний час
- Лжедмитрій I — видавав себе за царевича Дмитра, таємничо загиблого в Угличі в 1591 р.
- Самбірський Лжедмитрій (Михайло Молчанов) — короткий час видавав себе за врятованого царя Лжедмитрія I.
- Лже-Петро Федорович (Ілейко Муромець) — видавав себе за царевича Петра, неіснуючого сина царя Федора Івановича («підміненого» незабаром після народження царівною Феодосією).
- Лже-Петро Федорович — самозванець невідомого походження, який видавав себе за царевича Петра і, відповідно, за дивом врятованого Ілейка Муромця.[2] [3]
- Лжецаревич Іван Август — також в 1607-1608 рр. видавав себе за сина царя Івана IV від Анни Колтовської.
- Лжецаревич Осиновик — в 1608 р. видавав себе за сина царевича Івана Івановича, тобто за онука Івана Грозного.
- Лжецаревич Лаврентій — в 1607-1608 рр. видавав себе за сина царя Федора Івановича.
- Лжедмитрій II (тушинський «злодій», калузький «злодій») — видавав себе за дивом врятованого від підступів бояр Лжедмитрія I.
- Лжецаревич Федір — в 1607 р. видавав себе за сина царя Федора Івановича.
- Лжецаревичі Мартин, Климентій, Семен, Савелій, Василь, Єрошко, Гаврилко - видавали себе за дітей Федора I Івановича.
- Лжедмитрій III (івангородський «злодій», псковський «злодій») — видавав себе за дивом врятованого Лжедмитрія II.
- Лжедмитрій IV (астраханський «злодій») — імовірно також видавав себе за дивом врятованого Лжедмитрія II. [4]
- Лжецаревич Іван Дмитрович («злодюжка») — син Лжедмитрія II і Марини Мнішек, претендував на Російський престол в 1610-1614 рр.

#### Царювання Михайла Федоровича
- Лже-Івашка I — близько 1614 року був проголошений дивом врятованим царевичем Іваном Дмитровичем, сином Лжедмитрія II і Марини Мнішек [5]. Справжнє ім'я Ян Фаустін Луба. [6]
- Лже Симеон Шуйський — видавав себе за неіснуючого сина царя Василя IV Шуйського царевича Симеона. Діяв в Польщі у 1639-1640 роках. [7]
- Лже Симеон Шуйський — аналогічно видавав себе за неіснуючого сина Василя IV. З'явився в Молдавському князівстві в 1639 році [8] [9].
- «Московський царевич» — з'явився в Астрахані в 1641 році. Справжнє ім'я - Мануїл Сеферов на прізвисько Дербінський. Невідомо, за кого видавав себе самозванець. Імовірно, за чергового сина Лжедмитрія II і Марини Мнішек царевича Івана Дмитровича. За іншою версією за царевича Симеона Шуйського [10].

#### Царювання Олексія Михайловича
- Лже Іван Шуйський (Анкудінов Тимофій Дементійович) — видавав себе за неіснуючого сина царя Василя IV Шуйського царевича Івана Шуйського. З'явився ще за царювання Михайла Федоровича.
- Лже-Івашка II — з'явився в Криму близько 1640 р. Справжнє ім'я Іван Вергуньонок. З'явився ще під час царювання Михайла Федоровича.
- «Царевич Іван Дмитрович» — черговий самозванець невідомого походження, який видавав себе за сина Лжедмитрія II і Марини Мнішек. З'явився в Москві між 1645 та 1676 рр. [11]
- Лже Олексій Олексійович («Нечай») — самозванець невідомого походження, який видавав себе за цесаревича Олексія Олексійовича під час повстання Разіна в 1670-1671 роках. [11]
- Лже Олексій Олексійович — аналогічно. Насправді був дворянським сином Іваном Клеопіним [11].
- Лже Симеон Олексійович (Семен Іванович Воробйов) — видавав себе за сина царя Олексія Михайловича царевича Симеона Олексійовича.

#### За інших Романових
- Лжецаревич Олексій Петрович — як мінімум вісім самозванців, які видавали себе за сина імператора Петра I.
- Лжецар Іван V Олексійович (Івашка Попов) — видавав себе за померлого царя Івана V.
- Лжецаревич Федір Іванович (Федір Іванов) — видавав себе за неіснуючого сина царя Івана V.
- Лжецаревич Петро Петрович (Ларіон Стародубцев) — видавав себе за сина Петра I.
- Карасакал — видавав себе за сина джунгарського хана, позбавленого братом престолу, піднімав у 1735-1741 роках ряд заколотів серед башкир і киргизів; проголошений в 1738 році башкирським ханом («Султан-Гірей»); в 1741 році, розбитий в Джунгарії, пропав безвісти.
- Лжеімператор Петро III Федорович — близько сорока самозванців, які видавали себе за поваленого імператора Петра III, найвидатніших успіхів серед яких домоглися Стефан Малий і Омелян Пугачов.
- Княжна Тараканова — видавала себе за дочку імператриці Єлизавети.
- Безіменний — в'язень тюрми у фортеці Кексгольм, утримувався в атмосфері суворої таємниці. Ототожнюється з Іваном Пакаріним, який видавав себе за сина чи зятя Катерини II.
- Іван Тревогін — перебуваючи в Парижі, видавав себе за спадкоємця престолу вигаданого Голкондського царства.
- Лже-Костянтин — як мінімум шість самозванців, які видавали себе за сина Павла I великого князя Костянтина.

#### Самозванці XX і XXI століття
Після вбивства Миколи II і його сім'ї в 1918 році з'явилася велика категорія самозванців, які видавали себе за дивом врятованих членів царської сім'ї. Самозванці видавали себе за вижилих дочок російського імператора Ольгу, Марію, Тетяну, Анастасію, а також за царевича Олексія. Всього налічується близько 230 самозванців. 

### Інші європейські самозванці
- Алексіс Брімеєр (англ. Alexis Brimeyer) — «принц Анжуйський Дураццо Романов Довгорукий де Бурбон-Конде», що називав себе також Олельком II.
- Майкл Роджер Лафос (англ. Michel Roger Lafosse) — претендент на трон Шотландії як нащадок лінії Стюартів (див. Джеймс Френсіс Едуард Стюарт ), позбавленої трону, яка офіційно вважається вимерлою з 1807 року.
- Еугеніо Ласкорз (англ. Eugenio Lascorz) — житель Іспанії, який оголосив себе спадкоємцем Палеологів.
- Хільда Толедано (англ. Hilda Toledano) — нібито дочка Карлуша I Португальського.
- П'єр Плантар (англ. Pierre Plantard — оголосив себе спадкоємцем Меровінгів.
- Хрістіан Карл Герхартшрайтер (англ. Christian Karl Gerhartsreiter) — жив у США близько 30 років під різними іменами, останнім часом видавав себе за спадкоємця династії Рокфеллерів. [12]

### Самозванці Сходу
- Абдаллах аль-Махді — імовірно.
- Ходзьо Соун (справжнє ім'я Ісе Сінкуро) — самозванець, який оголосив себе аристократом з роду Ходзьо (щоб зам'яти вбивство свого сюзерена, чиї володіння він захопив), згодом, щоб перестати бути самозванцем, одружився з дочкою роду Ходзьо, таким чином ставши засновником нового роду Ходзьо (Ґо-Ходзьо).
- Султан Яхія — самозванець, який видавав себе за сина Мегмеда IV. Мабуть, сам щиро вірив у це.